# Round Lake Beach
Round Lake Beach – wieś w Stanach Zjednoczonych, w stanie Illinois, w hrabstwie Lake.